# David Tait (Ethnologe)
David Tait (geb. 1912; gest. 7. April 1956 in Accra, Goldküste) war ein Ethnologe in britischen Diensten.

## Leben und Werk
Tait verließ zunächst früh das formale Bildungssystem und arbeitete als Textildesigner im Norden Englands. Er bildete sich in Kursen fort und erhielt für einen Essay den Gladstone Memorial Prize. Seine Pläne, als Sozialarbeiter zu wirken, gab er nach dem Zweiten Weltkrieg auf, den er zunächst als Mitarbeiter eines Rettungsdienste in London verbrachte, später in Palästina. Zurück in England arbeitete er zeitweise für Eleanor Rathbone, nach ihrem Tod auch eigenständig in Flüchtlingsfragen.
Er studierte zwischen 1946 und 1949 Anthropologie am University College London. Danach nahm er eine Stelle am University College of the Gold Coast an. Im Jahr 1952 promovierte er an der University of London.
Tait ist insbesondere bekannt für sein zusammen mit John Middleton (1921–2009) herausgegebenes Buch „Stämme ohne Herrscher“ (mit vollem englischen Titel: Tribes Without Rulers: Studies in African Segmentary Systems), das mit einem Vorwort von E. E. Evans-Pritchard erschien.
Das Werk gilt als ethnologischer Klassiker und fand Aufnahme in dem Band Hauptwerke der Ethnologie von Feest/Kohl.
Middleton und Tait (Middleton / Tait 1958) haben die 'Stämme ohne Herrscher' auf der Basis der in verschiedenen Teilen Afrikas durchgeführten Forschungen angelsächsischer Anthropologen (Gluckman, Colson, Huntingford, Gulliver, Forde, Jones und Middleton selbst) in drei Untertypen aufgegliedert.
Das Buch The Konkomba of Northern Ghana wurde aus seinen veröffentlichten und unveröffentlichten Schriften von Jack Goody herausgegeben, mit einem Vorwort von Daryll Forde.
David Tait starb am 7. April 1956 in Accra bei einem Autounfall.

## Publikationen (Auswahl)
- John Middleton, David Tait (Hrsg.): Tribes Without Rulers: Studies in African Segmentary Systems. Preface by E. E. Evans-Pritchard. Routledge & Kegan Paul, London 1958
- David Tait: The Konkomba of Northern Ghana. Edited from his published and unpublished writings by Jack Goody. Foreword by Daryll Forde. London: Published for the International African Institute by the Oxford University Press, 1961 (Review von Paul J. Bohannan)[6]